# Adriano Novellini
Adriano Novellini (né le 2 septembre 1948 à Mariana Mantovana dans la province de Mantoue en Lombardie) est un joueur et entraîneur de football italien, qui jouait en tant qu'attaquant.

## Biographie
Au niveau de sa carrière de club, il a évolué pour l'Atalanta, la Juventus (avec qui il fait ses débuts le 30 septembre 1970 lors d'un succès 4-0 en C3 sur Rumelange), Bologne, le Cagliari Calcio, l'US Palerme, Iglesias et Carbonia.

## Palmarès
| Juventus - Championnat d'Italie (1) : - Champion : 1971-72. - Coupe des villes de foires : - Finaliste : 1970-71. |  | Bologne - Coupe d'Italie (1) : - Vainqueur : 1973-74. |